# What a Wonderful World (album Louis Armstrong)
What a Wonderful World è l'ottavo album del cantante e trombettista jazz Louis Armstrong, pubblicato dalla ABC Records nel 1968, e ristampato 20 anni dopo dalla MCA Records in formato Compact Disc, a seguito del successo del film Good Morning Vietnam, che riportò in auge la traccia eponima.
Si tratta di un disco in cui le parti vocali prevalgono su quelle strumentali, rendendo il lavoro più accessibile rispetto ad alcuni dei precedenti dell'artista.

## Tracce
1. What a Wonderful World (George Weiss, Bob Thiele) – 2:16
2. Cabaret (Kander, Ebb) – 2:44
3. The Home Fire (Weiss, Bob Thiele) – 3:12
4. Dream a Little Dream of Me (W.Schwant, F.Andre, G.Kahn) – 3:14
5. Give Me Your Kisses (I'll Give You My Heart) (Leonard Whitcup, Bob Thiele) – 1:54

Lato B
1. The Sunshine of Love (Leonard Whitcup, Chet Gierlach, Bob Thiele) – 2:52
2. Hello Brother (George Weiss, Bob Thiele) – 3:34
3. There Must Be a Way (Sammy Gallop, David Saxon) – 3:04
4. Fantastic, That's You (George Cates, Bob Thiele, Mort Green) – 2:54
5. I Guess I'll Take the Papers and Go Home (Hughie Prince, Dick Rogers, Hal Kanner) – 2:32
6. Helzapoppin' (Marion Grudeff, Raymond Jessel) – 2:32